# Коалиция партий за демократию (Чили)
«Коалиция партий за демократию» (также «Согласие партий за демократию», исп. Concertación de Partidos por la Democracia), также известна под своим испаноязычным названием «Консертасьон» (исп. Concertación) — большая коалиция центристских партий (как правого, так и левого толка — но преимущественно левоцентристского), правившая в Чили с 1989 по 2010 год. Была образована 2 февраля 1988 года под названием «Коалиция партий за НЕТ» (исп. Concertación de Partidos por el No) как объединение всех оппозиционных диктаторскому режиму генерала Пиночета сил перед референдумом о продлении его полномочий, на котором одержала победу.
В последующем коалиция неизменно выигрывала выборы всех уровней (президентские, парламентские и муниципальные) вплоть до муниципальных выборов 2008 года, на которых существенно (101 алькальд и 677 депутатов против 144 и 861 соответственно) уступила правоцентристской коалиции «Ла Альянса» во главе с UDI и RN, после чего быстро начала терять влияние и потерпела значительное поражение на президентских выборах 2009—2010 года, когда её кандидат Эдуардо Фрей Руис-Тагле проиграл представителю «Ла Альянсы» Себастьяну Пиньера.
«Концентрасьон» была образована членами бывшего Демократического альянса — Христианско-демократической партией (PDC, ХДП), Радикальной партией (PR, РПЧ), Партией за демократию (PPD) (являвшейся до 1990 года легальным прикрытием чилийских социалистов и, в значительно меньшей степени, коммунистов), Чилийской социал-демократической партией (SDCH, ЧСДП), а также различными фракциями находившейся в то время в состоянии развала Социалистической партии (PS, СПЧ) (PS-Núñez, PS-Almeyda, PS-Mandujano, PS-Histórico и проч; включая USOPO), к которым примкнули остатки МАПУ, Рабоче-крестьянского МАПУ, Партии христианских левых, а также несколько небольших партий либерального, либерально-демократического, демократического и экологического толка.
После поражения на президентских выборах 2009—2010 года коалиция начала сближение с более левым блоком «Juntos Podemos Más» во главе с Коммунистической партией Чили, в результате объединения которых в апреле 2013 года была образована коалиция «Новое большинство».
Символом коалиции являлась радуга, отображавшая различные идеологические позиции её членов.

## Состав
Жирным шрифтом выделены партии-учредители коалиции.
| Партия | Идеология | Примечания |
| --- | --- | --- |
| Христианско-демократическая партия (исп. Partido Demócrata Cristiano)                                                                | Христианская демократия, социальный консерватизм, консерватизм, центризм, антикоммунизм, прогрессизм (меньшинство)                                  | |
| Социалистическая партия Чили — фракция Альмейды (исп. Partido Socialista de Chile — PS-Almeyda)                                      | Марксизм, революционный социализм, реформизм (меньшинство), демократический социализм (меньшинство)                                                 | В 1990 году воссоединились в единую Социалистическую партию Чили.                                                  |
| Социалистическая партия Чили — «историческая фракция» (исп. Partido Socialista de Chile — PS-Histórico)                              | Демократический социализм, марксизм, реформизм (меньшинство)                                                                                        | В 1990 году воссоединились в единую Социалистическую партию Чили.                                                  |
| Социалистическая партия Чили — фракция Мандухано (исп. Partido Socialista de Chile — PS-Mandujano)                                   | Реформизм, демократический социализм, социал-демократия                                                                                             | В 1990 году воссоединились в единую Социалистическую партию Чили.                                                  |
| Социалистическая партия Чили — фракция XXIV съезда (также фракция Нуньеса) (исп. Partido Socialista de Chile — XXIV Congreso del PS) | Социал-демократия, социал-либерализм, реформизм, демократический социализм (меньшинство)                                                            | В 1990 году воссоединились в единую Социалистическую партию Чили.                                                  |
| Партия за демократию (исп. Partido por la Democracia)                                                                                | «Зонтичная партия» (до середины 1990-х годов) Социал-либерализм, центризм, прогрессивизм, социал-демократия (меньшинство) (с середины 1990-х годов) | |
| Социалистический народный союз (исп. Unión Socialista Popular)                                                                       | Демократический социализм, социал-демократия | В 1990 году объединился с Социалистической партией Чили.                                                           |
| Радикальная партия Чили (исп. Partido Radical de Chile)                                                                              | Радикализм, реформизм, центризм, социал-демократия (меньшинство)                                                                                    | В 1994 году объединились в Социал-демократическую радикальную партию Чили.                                         |
| Чилийская социал-демократическая партия (исп. Partido Socialdemocracia Chilena)                                                      | Социал-демократия, социал-либерализм, радикализм (меньшинство)                                                                                      | В 1994 году объединились в Социал-демократическую радикальную партию Чили.                                         |
| Демократическая социалистическая радикальная партия Чили (исп. Partido Radical Socialista Democrático)                               | Радикализм, демократический социализм, лаицизм | В 1990 году вошла в состав Радикальной партии Чили.                                                                |
| Демократическая национальная партия (исп. Partido Democrático Nacional, PADENA)                                                      | Социал-либерализм, социал-демократия, правоцентризм, популизм                                                                                       | Распущена в 1988 году из-за непрохождения перерегистрации в Избирательной службе Чили.                             |
| Движение единого народного действия (МАПУ) (исп. Movimiento de Acción Popular Unitario, MAPU)                                        | Христианский социализм, теология освобождения, демократический социализм, марксизм (меньшинство)                                                    | Распущен в 1994 году, большая часть перешла в Социалистическую партию Чили и Партию за демократию.                 |
| Рабоче-крестьянское МАПУ (исп. MAPU Obrero Campesino)                                                                                | Демократический социализм, христианский социализм, теология освобождения                                                                            | В 1988 году вошло в состав Партии за демократию.                                                                   |
| Партия христианских левых (исп. Izquierda Cristiana de Chile)                                                                        | Христианский социализм, христианский коммунитаризм, христианский гуманизм, теология освобождения                                                    | Вышла в 1993 году.                                                                                                 |
| Гуманистическая партия Чили (исп. Partido Humanista)                                                                                 | Гуманизм, либертарный социализм, зелёная политика, пацифизм                                                                                         | Вышла в 1993 году.                                                                                                 |
| Либерально-Республиканский союз (исп. Unión Liberal-Republicana)                                                                     | Консервативный либерализм, экономический либерализм                                                                                                 | В 1988 году преобразован в Либеральную партию Чили.                                                                |
| «Зелёные» (исп. Los Verdes) | Зелёная политика, левоцентризм | Вышла в 1992 году.                                                                                                 |
| Либеральная партия (исп. Partido Liberal)                                                                                            | Либерализм, консервативный либерализм | Образована в результате преобразования Либерально-Республиканского союза, вышла в 1989 году.                       |
| Социалистическая партия Чили (исп. Partido Socialista de Chile)                                                                      | Социал-демократия, социал-либерализм, реформизм, демократический социализм (меньшинство)                                                            | Образована в 1990 году в результате слияния фракций распавшейся Социалистической партии Чили.                      |
| Социал-демократическая радикальная партия Чили (исп. Partido Radical Socialdemócrata)                                                | Радикализм, социал-демократия, левоцентризм, социал-либерализм, лаицизм                                                                             | Образована в 1994 году в результате объединения Радикальной партии Чили и Чилийской социал-демократической партии. |
| «Центристский альянс» (исп. Partido Alianza de Centro)                                                                               | Либерализм, прогрессивизм | Вошла в 1989 году и вышла в 1997 году.                                                                             |
| Демократическая левая партия (исп. Partido Democrático de Izquierda)                                                                 | Еврокоммунизм, демократический социализм | Вошла в 1992 году и вышла в 1994 году.                                                                             |
| Либеральная партия (исп. Partido Liberal)                                                                                            | Либерализм, прогрессивизм | Вошла в 1998 году и вышла в 2000 году.                                                                             |